# Wanderalbatros
Der Wanderalbatros (Diomedea exulans) ist eine sehr große Vogelart aus der Familie der Albatrosse. Er ist der Vogel mit der größten Flügelspannweite der Welt. Das Verbreitungsgebiet dieser gefährdeten Art ist die Subantarktis.

## Beschreibung

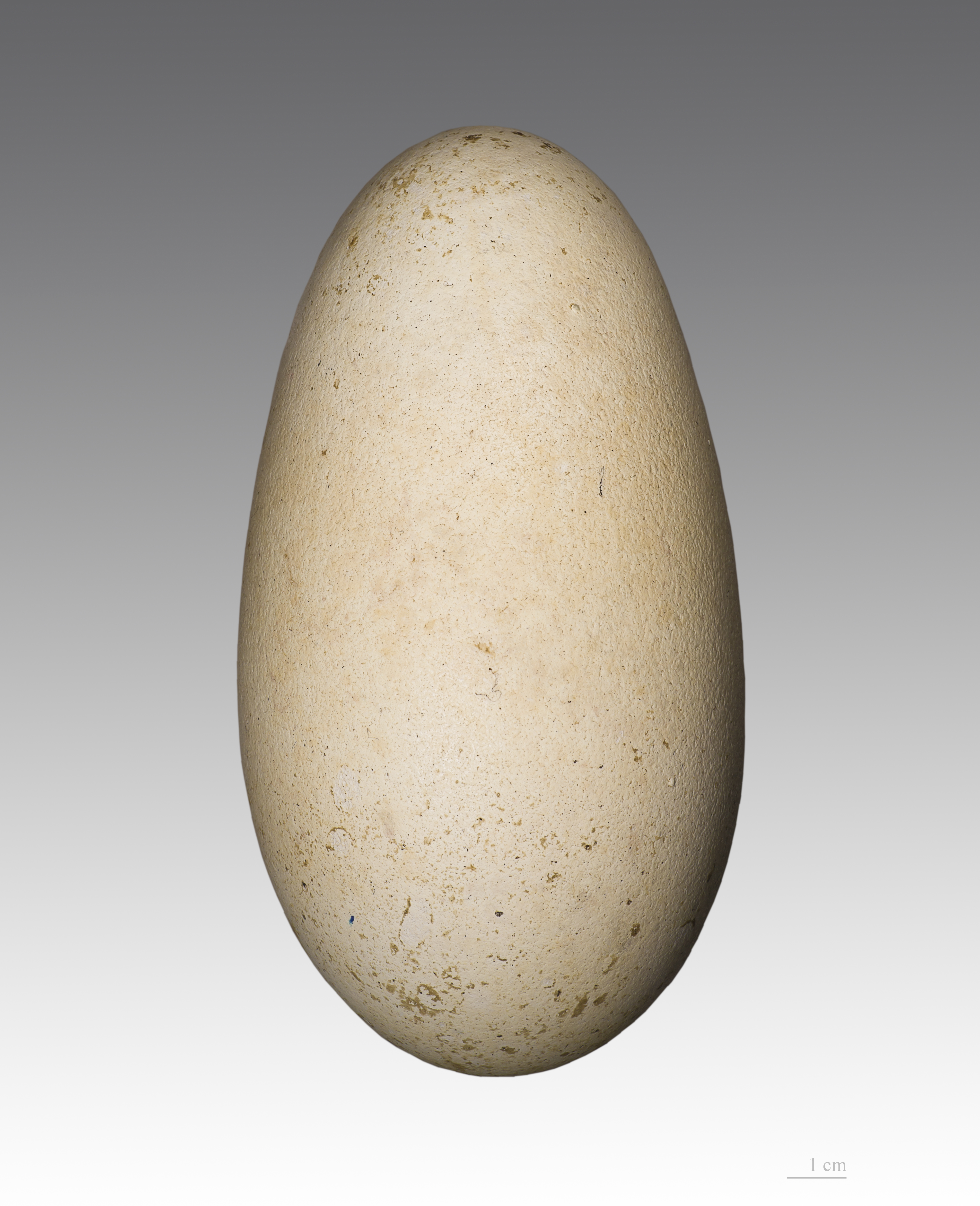
Ei des Wanderalbatros

Wanderalbatrosse erreichen eine Körperlänge von 117 cm und eine Flügelspanne von über 350 cm sowie ein Maximalgewicht von 7 kg.
Ein erwachsener, voll ausgefärbter Wanderalbatros hat – vom schmalen, schwarzen Rand an der hinteren Flügelkante und den schwarzen Handschwingenspitzen abgesehen – an der Unterseite ein weißes Gefieder. Die Oberflügeldecken sind ebenfalls weiß mit einigen schwarzen Einsprengseln. Der kräftige Schnabel und die Füße sind blass fleischfarben, die Augen sind dunkelbraun. Diese Färbung zeigen jedoch nur mehrere Jahre alte Wanderalbatrosse. Jungtiere haben ein überwiegend braunes Gefieder, das mit den Jahren zunehmend weiß wird. Das letzte Braun erscheint als gesprenkeltes Band über der Brust.

## Lebensweise
Der Wanderalbatros verbringt 90 % seines Lebens auf dem offenen Meer. Nur alle zwei Jahre ist Brutsaison, die Aufzucht des einzigen Kükens braucht fast ein Jahr. Der Wanderalbatros ist monogam, d. h., er brütet jede Brutsaison mit demselben Brutpartner. Das Nest wird aus Erde und Pflanzen gebaut und kann einen hohen Turm bilden. Wie viele Vogel- und Tierarten der subpolaren und polaren Regionen setzt er auf eine geringe Reproduktionsrate und ein hohes Alter. Normalerweise werden Wanderalbatrosse 60 bis 70 Jahre alt, können aber über 80 Jahre alt werden. Wie alle Albatrosse bildet der Wanderalbatros Kolonien, die normalerweise mehrere hundert Brutpaare umfassen. Die Nahrung besteht aus verschiedenen Meerestieren wie Fisch oder Tintenfisch.

## Verbreitungsgebiet

Verbreitungsgebiet des Wanderalbatros

Wanderalbatrosse brüten auf den subantarktischen Inseln. Die wichtigsten Brutinseln sind:
- Aucklandinseln, hier befindet sich die weltweit größte Brutkolonie von Wanderalbatrossen[1] am South West Cape auf Enderby Island.[2]
- Crozetinseln
- Gough-Insel
- Heard und McDonaldinseln
- Kerguelen
- Macquarieinsel
- Prinz-Edward-Inseln
- Marion-Insel
- Südgeorgien, insbesondere Bird Island, Annenkov Island[3] sowie Prion Island[4]
- Antipoden-Inseln[5]

- Chathaminseln[5]

Folgende Tabelle gibt Übersicht über die Population auf einigen Brutinseln:
| Insel                     | Population         | Datum | Trend                                        |
| ------------------------- | ------------------ | ----- | -------------------------------------------- |
| Südgeorgien, Prion Island | 1.553 Brutpaare    | 2012  | Abnahme um 4 % jährlich                      |
| Bird Island               | ca. 1000 Brutpaare | 2012  | Stabil                                       |
| Annenkov Island           | >500 Brutpaare     | 2012  | leichte Abnahme                              |
| Prinz-Edward-Insel        | 1.850 Brutpaare    | 2003  | Stabil                                       |
| Marion-Insel              | 1.600 Brutpaare    | 2008  |                                              |
| Crozetinseln              | 2.000 Brutpaare    | 1997  | rückläufig                                   |
| Kerguelen                 | 1.100 Brutpaare    | 1997  |                                              |
| Macquarieinsel            | 15 Brutpaare       | 2006  |                                              |
| Gesamt                    | 26.000 Exemplare   | 2012  | Abnahme um 30 % in 3 Generationen (60 Jahre) |

Auf dem offenen Meer sind sie im gesamten Südlichen Ozean anzutreffen, besonders häufig sind sie zwischen den Aucklandinseln und Macquarie, dem Seegebiet rund um die Bountyinseln und im Seegebiet zwischen den Chathaminseln und Dunedin auf Neuseeland zu beobachten. Auch auf der Drake-Passage sind sie häufig zu beobachten. Es ist jedoch möglich, dass es dort nur mehr Sichtungen gibt, weil dies die Hauptverkehrsroute des Schiffsverkehrs in die Antarktis ist.
In Europa ist der Wanderalbatros ein extrem seltener Irrgast. Im 20. Jahrhundert wurde er lediglich einmal im Jahre 1957 auf Sizilien und im Jahre 1963 in Polen beobachtet.

## Bedrohung
Im Jahre 2020 gab es weltweit etwa 20.000 Wanderalbatrosse. In den letzten Jahrzehnten hat sich die Größe vieler Kolonien jedoch aufgrund der vielen Bedrohungen, v. a. durch den Menschen verursacht, halbiert. Der Bestand nimmt in drei Generationen (ca. 60 Jahre) um 30 % ab. Dies entspricht einer jährlichen Abnahme von 0,5 %, was 130 Exemplare weniger pro Jahr bedeutet.
Die größte Bedrohung stellt für den Wanderalbatros die Langleinenfischerei dar. Die Vögel verschlucken die Köder in den wenigen Minuten, bis sie in die Tiefe sinken, und werden mitgezogen und ertrinken. So verendet jährlich eine große Anzahl Seevögel. Zusätzlich bilden Prädatoren (wie z. B. eingeschleppte Hunde und Katzen, insbesondere Ratten) ein großes Problem, indem sie den Nachwuchs bzw. die Eier fressen. Auf vielen subantarktischen Inseln gibt es solche Prädatoren, auf manchen gibt es jedoch Bekämpfungsprogramme wie z. B. das beachtenswerte Rattenbekämpfungsprogramm des South Georgia Heritage Trust.
Der Wanderalbatros wird auf der Roten Liste als gefährdet eingestuft.

## Trivia
Zu den nach dem Vogel benannten geographischen Objekten zählen der Albatross Crest, der Gony Point und das Wanderer Valley.